# Karl-Heinz Marx
Karl-Heinz Marx (* 3. März 1923; † 12. Dezember 1964 in Ost-Berlin) war ein deutscher Fußballspieler und Fußballtrainer im DDR-Fußball-Spielbetrieb. 

## Sportliche Laufbahn
Seine Fußballer-Laufbahn im landesweiten Spielbetrieb startete Karl-Heinz Marx in der Saison 1950/51 bei der Betriebssportgemeinschaft (BSG) KWU/Turbine Weimar. Vom 1. bis zum 26. Oberligaspiel der Weimarer bestritt er alle Oberligaspiele, in denen er wechselseitig ohne ein Tor zu erzielen im Mittelfeld wie in der Abwehr eingesetzt wurde. In den letzten acht Punktspielen stand Marx nicht mehr im Aufgebot der BSG KWU. 
Zu Beginn der Spielzeit 1951/52 tauchte Marx beim Oberligisten Stahl Thale auf. Auch in Thale blieb er nur für eine Saison. Von den 36 ausgetragenen Oberligaspielen absolvierte er 28 Partien, in denen er zwischen Mittelfeld und Angriff wechselte. Auch in dieser Saison blieb Marx ohne Torerfolg. 
Nächste und letzte Station von Karl-Heinz Marx im höherklassigen Fußball war die BSG Motor Gera, die ebenfalls in der Oberliga vertreten war und bei der Marx vier Spielzeiten bestritt. 1952/53 musste die BSG Motor in 32 Oberligaspielen antreten, in denen Marx 30-mal aufgeboten wurde. Wieder musste er sich an ein anderes Spielsystem gewöhnen und spielte nun fast ausschließlich im Mittelfeld. Am Ende der Saison stand standen die Geraer als Absteiger aus der Oberliga fest, und Marx musste die nächsten Spielzeiten in der zweitklassigen DDR-Liga verbringen. Seine erste DDR-Liga-Saison verlief relativ erfolgreich, denn er kam in 23 der 26 Ligaspiele zum Einsatz und erzielte auch sein einziges Tor im hier beschriebenen Laufbahnabschnitt. Nachdem Marx 1954/55 von den 26 Ligaspielen nur 16 Partien bestritten hatte und auch in der Übergangsrunde 1955 nur in sieben der dreizehn Spieltage eingesetzt worden war, beendete Karl-Heinz Marx im Winter 1955 seine Laufbahn als Fußballspieler im Leistungsbereich. 
Als Freizeitfußballer und Spielertrainer war er anschließend zunächst bei der unterklassigen BSG Chemie in Rudolstadt tätig. In der Saison 1961/62 löste er Horst Sokoll beim DDR-Ligisten BSG Chemie Wolfen als Trainer ab, verschlechterte aber die Mannschaft vom vierten Vorjahresrang auf den elften Platz und verlor am Saisonende seinen Posten. Marx wechselte daraufhin zum Ost-Berliner TSC Oberschöneweide und wurde dort Assistenztrainer bei der DDR-Liga-Mannschaft. Diesen Posten behielt er bis zu seinem plötzlichen Tod im Dezember 1964.